# ماجره (پروکوپیه)
ماجره (به صربی: Mađere) یک منطقهٔ مسکونی در صربستان است که در پروکوپلیه واقع شده‌است. ماجره ۳۶۳ نفر جمعیت دارد.